# Vlaška (gmina Ćuprija)
Vlaška (cyr. Влашка) – wieś w Serbii, w okręgu pomorawskim, w gminie Ćuprija. W 2011 roku liczyła 293 mieszkańców.